# Mobion
mobion（モビオン）は、GNTがかつて運営していたソーシャル・ネットワーキング・サービス。

## 概要
携帯電話端末専用SNSの "mobion.jp (モビオン ドットジェーピー)"、マルチデバイスに対応した "mobion.com (モビオン ドットコム)" という2つのドメインが存在した。

### mobion.jp (モビオン ドットジェーピー)
2009年にSNSサービスを開始。なか卯、デニーズ、大庄、ダイソーなどリアル店舗との提携（mobion3S）により会員獲得を行っている。運営元によると、会員数は2011年10月末の時点で460万人としている。
デバイスはフィーチャーフォンと、一部機能はスマートフォンにも対応。

### mobion.com (モビオン ドットコム)
2011年7月よりサービスを開始。mobion food navi（モビオン フードナビ）、mobion music（モビオン ミュージック）などのスマートフォンアプリにSNSを連携させる形で会員獲得を行っている。１つのアカウントで「バーチャル（仮想世界）」と「リアル（現実世界）」の２つのパーソナル情報が使い分けられることが特徴（例えば友人と仕事仲間にはそれぞれ異なるプロフィールを設定でき、発言の公開範囲も指定することができる）。
デバイスはPC、スマートフォン、フィーチャーフォンに対応。mobion.jpと同アカウントでの利用が可能。

## 関連スマートフォンアプリ
mobion food navi（モビオン フードナビ）
全国のユーザーがお勧めする食べ物、クーポン、レビュアーを、「写真」「地図」から直感的に探すことができるグルメ系アプリ。
mobion music（モビオン ミュージック）
音楽をスマートフォンに聞かせて楽曲情報を検索したり、保存してある楽曲の歌詞をインターネットから取得して表示することができる多機能メディアプレーヤー。